# Hesione

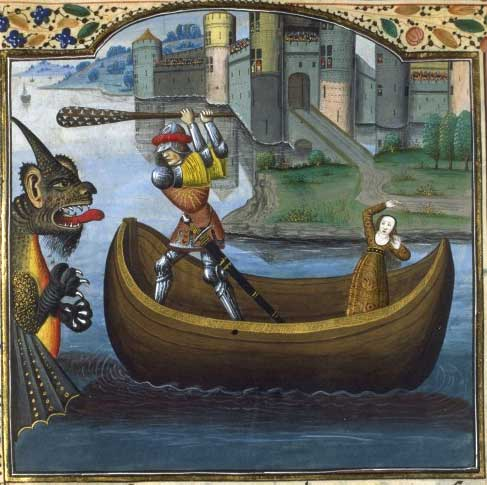
Herakles und Hesione, von Raoul Lefèvre, Histoires de Troyes aus dem 15. Jahrhundert

Hesione (altgriechisch Ἡσιόνη Hēsiónē) ist eine Gestalt der griechischen Mythologie.
Den Metamorphosen von Ovid zufolge und in der Bibliotheke des Apollodor ist sie die Tochter des Königs Laomedon, für den die Götter Apollon und Poseidon die Mauern der Stadt Troja erbauten. Als Laomedon ihnen den Lohn verweigerte, schickte Poseidon ein Seeungeheuer, das schreckliche Verwüstungen anrichtete. Nach Apolls Orakel konnte die Plage nur durch das Opfern von Hesione beendet werden. Sie wurde, an einen Felsen gekettet, dem Ungeheuer als Opfer dargebracht, aber von Herakles gerettet, der das Untier tötete. König Laomedon, der Herakles herrliche Pferde für die Hilfe versprochen hatte, verweigerte auch ihm den Lohn. Herakles erstürmte darauf Troja und erschlug den König mit seiner Sippe. Für einen ihrer Brüder bat Hesione um Gnade und kaufte ihn auf Wunsch von Herakles mit einem Schleier symbolisch frei. Der gerettete Sohn wurde Priamos genannt, nach dem griechischen Wort für kaufen. Herakles gab Hesione seinem Kampfgefährten Telamon zur Frau, dem sie Teukros zum Sohn gebar.
Anspielungen auf diese Sage finden sich bereits in der Ilias.